# Дишлер, Карл Германович
Карл Германович Дишлер (латыш. Kārlis Dišlers; 20 января 1878, Курляндия, Лифляндская губерния Российская империя (ныне Броценский край, Латвия) — 18 сентября 1954, село Полевое, Красноярский край , СССР) — латвийский юрист, публицист, поэт, прозаик, педагог, профессор, доктор права. Общественный деятель.

## Биография
В 1897 году окончил учительскую семинарию, работал народным учителем. До 1905 года учительствовал в сельских школах, затем поступил в Рижский политехнический институт, в 1909—1910 годах изучал право в
Санкт-Петербургском университете. Во время учёбы сотрудничал с латвийскими газетами в Санкт-Петербурге, публиковался во многих специализированных журналах.
В 1918 году — член Сибирской областной думы.
До 1920 года читал лекции Омском политехническом институте. В сентябре 1920 года был избран доцентом кафедры государственного права на экономическом факультете политехнического института.
После периода борьбы за независимость Латвии том же году вернулся в Латвийскую Республику. Был преподавателем Латвийского университета. Декан юридического факультета Латвийского университета (1923—1924, 1925—1926, 1928—1930, 1932—1934 и 1936—1938).
Избирался депутатом второго Сейма Латвии (1925—1928) и Рижской думы.
После присоединения Прибалтики к СССР 14 июня 1941 года был депортирован за пределы Латвии. Вернулся на родину в 1947 году. В конце 1949 года арестован по обвинению в контрреволюционной деятельности. В 1950 году вновь депортирован в Сибирь, где и умер на поселении в 1954 году.

## Избранная библиография
Художественная литература
- Apeņu lapene, 1900 (поэтическая проза)
- Velgansārtie mirkļi, 1905 (сборник стихов)

Труды в области права
- Anglijas parlamenta vēsture
- Demokrātiskas valsts iekārtas pamati, 1. izdevums 1921.g., 2. izdevums 1931.g.
- Latvijas valsts varas orgāni un viņu funkcijas, 1925, pārizdots 2004
- Ievads Latvijas valststiesību zinātnē, 1930
- Ievads administrātīvo tiesību zinātnē : administrātīvo tiesību kursa vispārīgā daļa, 1938